# アイリスライト
「アイリスライト」は、SKY-HIの5枚目のシングルである。2016年1月13日発売。発売元はavex trax。

## 概要
- 前作「Seaside Bound」から半年ぶりのシングルで、アルバム『カタルシス』の先行シングル。

## チャート成績
CDシングルの発売前にiTunesで先行配信され、iTunes総合アルバムチャートで1位を獲得。CDシングルも2016年1月25日付のオリコンシングルチャートで週間2位を獲得し、シングル・アルバム通じて初のトップ10入りを果たした。
2016年1月25日付のBillboard JAPANのBillboard Japan Top Singles Salesでも2位を記録した。

## 収録曲

### CD+DVD①
全作詞：SKY-HI
CD
1. アイリスライト [4:19]
  - 作曲：SKY-HI、編曲：Nao'ymt

中京テレビ・日本テレビ系「㊙荷物!開封バラエティー ビックラコイタ箱」2016年1月度エンディング・テーマ。「愛」をテーマに制作されたSKY-HIとしては初のミッドバラード[5]。この時代に必要な歌が作りたいと書かれた楽曲[6][7]。「なぜ生きるのか？」ということに対する答えを書こうと思ったとも語っている[8]。
自身の誕生日である2015年12月12日にPVが公開された。
2016年1月15日放送の日本テレビ系「バズリズム」に出演し、アイリスライトをパフォーマンスしている[9]。
2. Enter the Dungeon [3:36]
  - 作曲：SKY-HI、JHETT a.k.a. YAKKO

テレビ朝日系「フリースタイルダンジョン」のエンディングテーマで、当番組の為に書き下ろされた曲。フリースタイルダンジョンというワードも楽曲中に登場し、キングギドラが1995年にリリースされたアルバム『空からの力』収録曲の「フリースタイルダンジョン」の世界を引き継いだと語っている。MCバトルや人生をRPGの世界に投影した楽曲として完成し、戦い続ける人達のアンセムになればという思いが楽曲に込められている[10]。RPGはダンジョンというワードから連想し取り入れ、番組の為だけの曲にしたくなかったと述べている。プロデューサーにはJHETTを迎えた。PVも制作された[11]。
サビの"戦って勝ってみせたって終わりなんて見えやしないダンジョン"というラインは、MCバトルに勝っても対社会や音源制作という違うダンジョンが待ち構えていることや、フリースタイルダンジョンの番組内でも強いモンスターに勝ってもラスボスが出てくるという意味合いなどを込めて書かれた[12]。
2015年11月17日にiTunesにて先行配信され、iTunesのヒップホップ/ラップカテゴリーでは1位を獲得した[13][11]。
3. アイリスライト (Instrumental) [4:18]
4. Enter the Dungeon (Instrumental) [3:35]
5. アイリスライト (Acappella) [3:58]
6. Enter the Dungeon (Acappella) [3:07]

DVD
1. アイリスライト (Music Clip)
2. Enter The Dungeon (Music Clip)
3. アイリスライト (Music Clip Making)
4. アイリスライト (Music Clip Making with Audio Commentary)

### CD+DVD②
CD
1. アイリスライト
2. Enter the Dungeon
3. アイリスライト(Instrumental)
4. Enter the Dungeon (Instrumental)
5. アイリスライト(Acappella)
6. Enter the Dungeon (Acappella)

DVD
1. F-3 (Studio Live Session)
2. アイリスライト(Studio Live Session)

### CD
1. アイリスライト
2. Enter the Dungeon
3. アイリスライト(Instrumental)
4. Enter the Dungeon (Instrumental)
5. アイリスライト(Acappella)
6. Enter the Dungeon (Acappella)

1. アイリスライト